# Ivica Šurjak
Ivan "Ivica" Šurjak (Split, 23 de março de 1953) é um ex-futebolista profissional croata, que atuava como meia.

## Carreira
Ivica Šurjak fez parte do elenco da Seleção Iugoslava de Futebol da Copa do Mundo de 1974 e 1982.